# Misjennaja Sopka
De Misjennaja Sopka (Russisch: Мишенная сопка) is een vulkaan in het zuidwestelijke deel van het Russische schiereiland Kamtsjatka. Een deel van de stad Petropavlovsk-Kamtsjatski bevindt zich op haar hellingen. De zuidelijke helling loopt uit naar het Koeltoetsjnojemeer, de westelijke helling naar de Avatsjabaai en de noordelijke helling naar een plateau, dat is volgebouwd met stedelijke gebouwen.
De top van de vulkaan vormt het hoogste punt van de stad en biedt een uitzicht over de hele stad, de Avatsjabaai en de vulkanen Avatsjinskaja Sopka en Korjakskaja Sopka. Ook de tv-masten van de stad bevinden zich hier.